# Droga wojewódzka nr 905
Droga wojewódzka nr 905 (DW905) – droga wojewódzka o długości 19 km leżąca w całości w powiecie lublinieckim województwa śląskiego, łącząca miejscowości Herby i Piasek.

## Miejscowości leżące przy trasie DW905
- Kalina
- Olszyna
- Zumpy
- Boronów
- Babienica
- Psary